# Мардук-кабит-аххи-шу
Мардук-кабит-аххи-шу (Marduk-kābit-ahhēšu) — царь Вавилонии, правил приблизительно в 1157 — 1138 годах до н. э.
Основатель IV Вавилонской династии (II династии Исина).
Поднял восстание против эламитов и после победы восставших провозгласил себя царём (его вероятным современником в Эламе был Шилхак-Иншушинак). Но столицей государства Мардук-кабит-аххи-шу сделал не Вавилон, а Исин. Хотя он называл себя царём Исина, но, также он принял и титул царя Вавилона; правда, не известно, правил ли он в этом городе или только использовал этот славный титул для поднятия своего престижа.
Мардук-кабит-аххи-шу приходилось постоянно сдерживать набеги и нападения со стороны эламитов, однако Эламу всё же не удалось свергнуть II династию Исина.
Правил Мардук-кабит-аххи-шу 18 лет.